# Глајна
Глајна (њем. Gleina) општина је у њемачкој савезној држави Саксонија-Анхалт. Једно је од 43 општинска средишта округа Бургенланд. Према процјени из 2010. у општини је живјело 1.355 становника. Посједује регионалну шифру (AGS) 15084150, NUTS (DEE08) и LOCODE (DE GLX) код.

## Географски и демографски подаци
Глајна се налази у савезној држави Саксонија-Анхалт у округу Бургенланд. Општина се налази на надморској висини од 205 метара. Површина општине износи 29,6 km². У самом мјесту је, према процјени из 2010. године, живјело 1.355 становника. Просјечна густина становништва износи 46 становника/km².